# Виндзор (тауншип, Миннесота)
Виндзор (англ. Windsor) — тауншип в округе Траверс, Миннесота, США. На 2000 год его население составило 54 человека.

## География
По данным Бюро переписи населения США площадь тауншипа составляет 56,4 км², из которых 40,6 км² занимает суша, а 15,8 км² — вода (28,04 %).

## Демография
По данным переписи населения 2000 года здесь находились 54 человека, 23 домохозяйства и 18 семей. Плотность населения —  1,3 чел./км². На территории тауншипа расположено 147 построек со средней плотностью 3,6 построек на один квадратный километр. Расовый состав населения: 100,00 % белых.
Из 23 домохозяйств в 30,4 % воспитывались дети до 18 лет, в 73,9 % проживали супружеские пары и в 21,7 % домохозяйств проживали несемейные люди. 21,7 % домохозяйств состояли из одного человека, при том ни в одном из них не проживали одинокие пожилые люди старше 65 лет. Средний размер домохозяйства — 2,35, а семьи — 2,72 человека.
24,1 % населения — младше 18 лет, 1,9 % — в возрасте от 18 до 24 лет, 24,1 % — от 25 до 44, 29,6 % — от 45 до 64, и 20,4 % — старше 65 лет. Средний возраст — 45 лет. На каждые 100 женщин приходилось 125,0 мужчин. На каждые 100 женщин старше 18 приходилось 127,8 мужчин.
Средний годовой доход домохозяйства составлял 26 250 долларов, а средний годовой доход семьи —  26 250 долларов. Средний доход мужчин —  26 250  долларов, в то время как у женщин — 6 250. Доход на душу населения составил 15 582 доллара. За чертой бедности находились 9,1 % семей и 6,8 % всего населения тауншипа, из которых 22,2 % младше 18 лет.